# 정성진 (경제학자)
정성진(丁聖鎭, 1957년~)은 대한민국의 마르크스주의 경제학자이다. 현재 경상대학교 경제학과 교수이다.
1979년 서울대학교 경제학과를 졸업한 후, 동 대학원에서 석, 박사를 취득하였다.
1980년대 《한국사회성격논쟁》에서 고전 마르크스주의, 트로츠키주의적인 입장을 주로 발표하였다. 정성진은 마르크스 비율을 실증적으로 규명한 것으로 유명한데, 특히 1997년에 발표한 논문 〈한국 경제의 사회적 축적구조와 그 붕괴〉는 사회적 축적구조 이론을 이용하여 당시 한국 사회가 파국에 근접하고 있음을 주장하여 화제가 된 바 있다.
이후 고전 마르크스주의 입장에서 한국 경제의 위기가 자본주의 자체에 문제가 있음을 끊임없이 주장하고 있으며, 현재는 계간 《마르크스주의연구》 편집위원장으로 활동하고 있다.

## 주요 저서
- 《마르크스와 트로츠키》, 한울아카데미, 2006 ISBN 8946036451
- 《마르크스와 한국경제》, 책갈피, 2005 ISBN 8979660421

## 주요 역서
- 앨릭스 캘리니코스, 《반자본주의 선언》(An Anti-capitalism Manifesto), 책갈피, 2004(정진상 공역) ISBN 8979660316
- 레온 트로츠키, 《연속혁명 평가와 전망》(Leon Trotsky's Theory of Revolution), 책갈피, 2003 ISBN 8979660308
- 앨릭스 캘리니코스, 《마르크스의 사상》(The Revolutionary Ideas of Karl Marx), 북막스, 2000(정진상 공역)ISBN 8995130601